# South Petherton
South Petherton – miasto w Anglii, w hrabstwie Somerset, w dystrykcie (unitary authority) Somerset. Leży 59 km na południe od centrum Bristol i 197 km na zachód od Londynu. W 2002 miasto liczyło 3222 mieszkańców.